# Šepič
Šepič je priimek več znanih Slovencev:
- Jože Šepič (1947—2004), alpinist, himalajist
- Rudi Šepič (1939—2017), gospodarstvenik in politik
- Hektor Šepič (1945—2024), gospodarstvenik, podjetnik
- Vinko Šepič (1870—1945), učitelj, ...